# Subbotnik

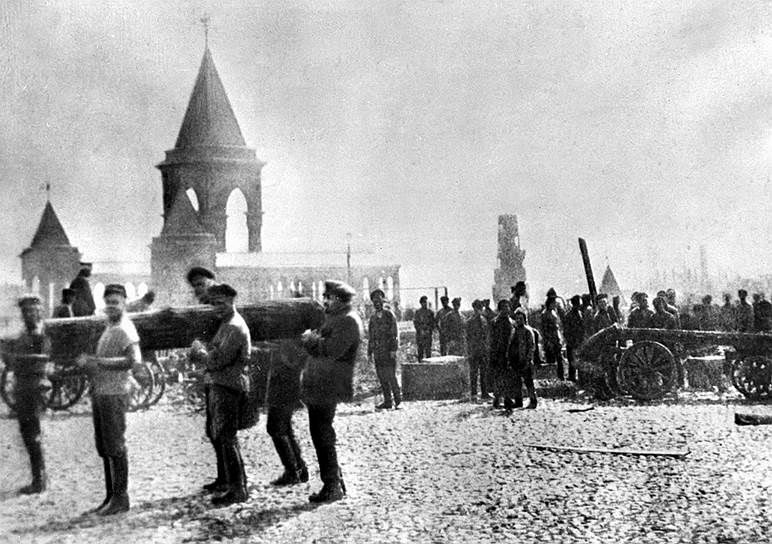
Lenin während des allrussischen Subbotniks am 1. Mai 1920 im Kreml, Moskau

Der Subbotnik (russisch субботник, von суббота subbota, deutsch ‚Sonnabend‘) ist eine in Sowjetrussland entstandene Bezeichnung für einen unbezahlten Arbeitseinsatz am Sonnabend, der in den Sprachgebrauch in der DDR übernommen wurde.

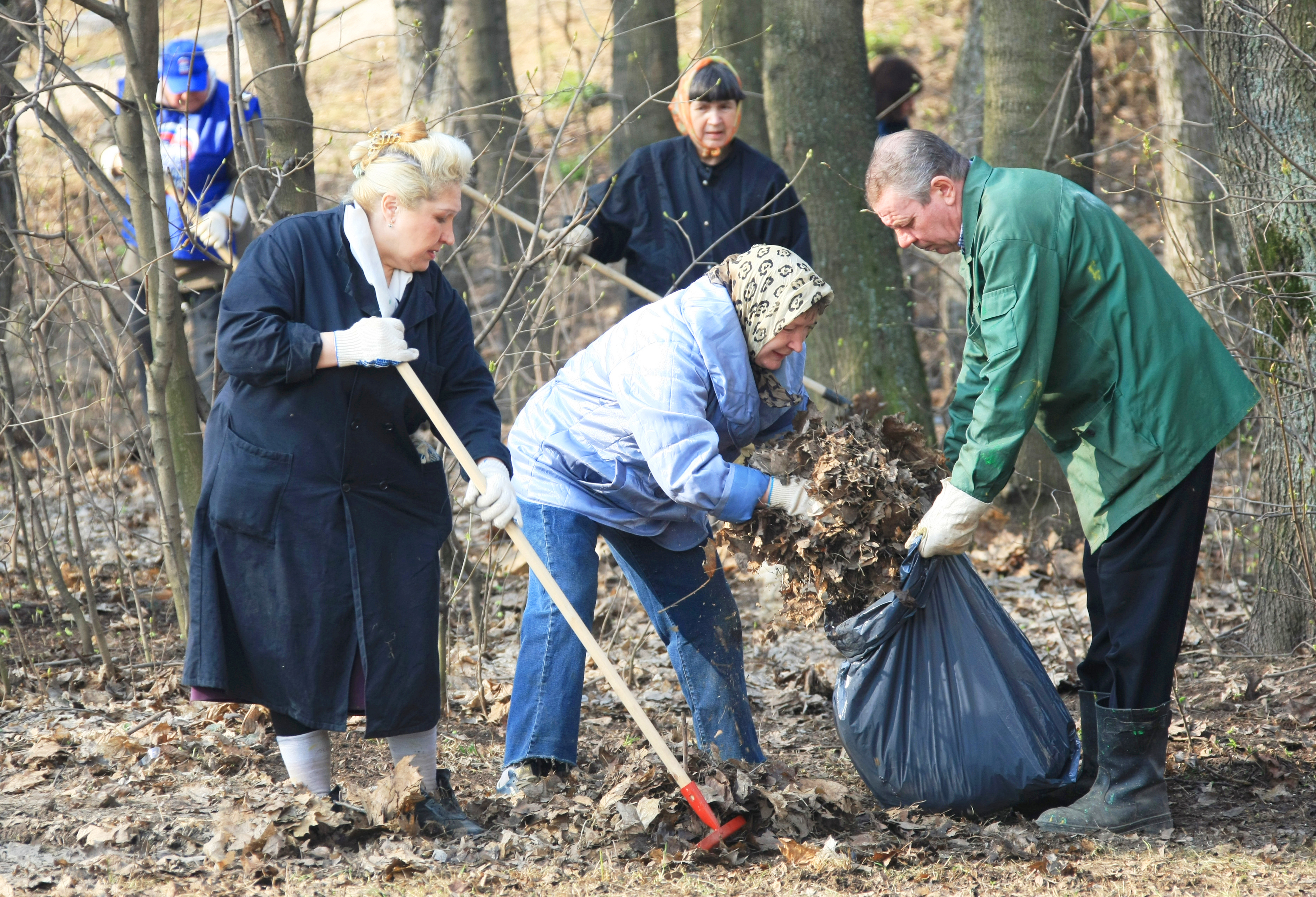
Subbotnik in Moskau 2008

Lenin verwendete das Wort Subbotnik im Juni 1919 in dem Artikel Die große Initiative (Великий почин Weliki potschin), wo es im Untertitel erscheint: Über den Heldenmut der Arbeiter im Hinterland. Anlässlich der «kommunistischen Subbotniks» (О героизме рабочих в тылу. По поводу «коммунистических субботников» O geroisme rabotschich w tylu. Po powodu «kommunistitscheskich subbotnikow»). Lenin schrieb diesen Artikel, nachdem die Kommunisten unter den Bediensteten der Moskau-Kasaner Eisenbahn im Jahre 1919 beschlossen hatten, solche „kommunistischen Subbotniks“ zur schnellstmöglichen Wiederherstellung der Wirtschaft durchzuführen. Die Legende besagt, 14 Arbeiter und eine Arbeiterin hätten dies spontan von sich aus im April 1919 begonnen. Laut der Erinnerungen von Zofia Dzierżyńska, Ehefrau des Tscheka-Gründers Feliks Dzierżyński, fanden die ersten Subbotniks im Herbst 1919 statt:

„Daran nahmen Arbeiter und Angestellte, in erster Linie natürlich die Kommunisten, teil. Wir Mitarbeiter des Volkskommissariats für Bildungswesen entluden Waggons mit Brennholz für Krankenhäuser, Schulen, Kinderheime.“

Der 1. Mai 1920 wurde zum Tag eines gesamtrussischen Subbotniks erklärt. Die normalerweise an diesem Tag stattfindende Militärparade entfiel. In Moskau wurde der Subbotnik durch den Vorsitzenden des Hauptkomitees für allgemeine Arbeitspflicht, Feliks Dzierżyński, organisiert. Dieser war kurz zuvor, am 19. Februar 1920, durch einen Beschluss des Rates der Volkskommissare in dieses Amt berufen worden.
In der DDR wurde die Freiwilligkeit zwar hervorgehoben, nicht selten gab es jedoch einen beträchtlichen Druck für diese Arbeitseinsätze. So wurde manches behördliche Wohlwollen von der – wohl sehr gut beobachteten und registrierten – Teilnahme an diesen Subbotniks abhängig gemacht. Mancher, der eine größere Wohnung brauchte, nach einer besseren Stelle suchte oder gar einen Telefonanschluss begehrte, hoffte, sich damit „Pluspunkte“ für sein „sozialistisches Verhalten“ verdienen zu können. 
In der Nachkriegszeit waren die Subbotniks Veranstaltungen für den Wiederaufbau, später verkamen sie jedoch oft zu bürokratischem Aktivismus, dann lokal auch oft mangels Material oder Ideen schlicht zu Pflichtübungen. Spätestens ab Mitte der 1980er Jahre fanden diese Veranstaltungen vielerorts nicht mehr statt. Die Bezeichnung blieb aber für Arbeitseinsätze der „Hausgemeinschaft“ bei der Vorgartenpflege oder gemeinschaftlich getätigten Reparaturen üblich, wie sie zum Beispiel im Rahmen der Volkswirtschaftlichen Masseninitiative (VMI) stattfanden. Auch angeordnete – aber bezahlte – Sonderschichten am Sonnabend wurden ironisch so genannt.
Heute findet der Ausdruck Subbotnik in einigen ostdeutschen Städten wieder Verwendung. Damit wird meist ein alljährlicher Frühjahrsputz in den Städten beschrieben, bei dem zum Beispiel Müll beseitigt und Straßen gekehrt werden.
In Russland gibt es in einigen Städten auch heute noch Subbotnik-Einsätze. Diese finden aber wirklich auf freiwilliger Basis statt und betreffen häufig Müllsammelaktionen.